# Ankistrocladium fuscum
Ankistrocladium fuscum är en svampart som beskrevs av Perrott 1960. Ankistrocladium fuscum ingår i släktet Ankistrocladium och familjen Dermateaceae.   Inga underarter finns listade i Catalogue of Life.